# Söltjer (Zeitschrift)
Söltjer, früher auch Der Söltjer, ist eine Zeitschrift, die laut ihrem Untertitel „Streifzüge durch das Deister-Süntel-Tal“ zum Inhalt hat.
Das zeitweilig auch mit dem Zusatz „Streifzüge durch Bad Münder und Umgebung“ oder „Streifzüge durch Bad Münder und das Deister-Süntel-Tal“ erschienene Blatt wird jährlich von der Ortsgruppe Bad Münder des Heimatbundes Niedersachsen herausgegeben.
Die Zeitschriftendatenbank verordnete das seit 1979 herausgegebene Periodikum den Sachgruppen Organisationen und Museumswirtschaft.